# Comuna Budîșce, Lîseanka
Budîșce (în ucraineană Будище) este o comună în raionul Lîseanka, regiunea Cerkasî, Ucraina, formată din satele Budîșce (reședința) și Orlî.

## Demografie
Componența lingvistică a comunei Budîșce
     Ucraineană (97,39%)
     Rusă (2,07%)
Conform recensământului din 2001, majoritatea populației comunei Budîșce era vorbitoare de ucraineană (97,39%), existând în minoritate și vorbitori de rusă (2,07%).